# José Augusto Hülse
José Augusto Hülse (Tubarão, 23 de março de 1937 – Criciúma, 8 de agosto de 2019) foi um engenheiro e político brasileiro.
Foi prefeito de Criciúma, de 31 de janeiro de 1983 a 1 de janeiro de 1989.
Foi vice-governador de Santa Catarina no governo de Paulo Afonso Vieira, de 1 de janeiro de 1995 a 1 de janeiro de 1999.